# ناتالي ديل
ناتالي ديل (بالإنجليزية: Natalie Dell)‏ هي مجدفة أمريكية، ولدت في 20 فبراير 1985 في سيلفر سبرينغ في الولايات المتحدة.

## وصلات خارجية
- الموقع الرسمي
- ناتالي ديل على موقع الاتحاد الدولي للتجديف (الإنجليزية)
- ناتالي ديل على موقع اللجنة الأولمبية الدولية (الإنجليزية)
- ناتالي ديل على موقع أوليمبيديا (الإنجليزية)